# Карауловка (Колышлейский район)
Карауловка — деревня в Колышлейском районе Пензенской области России. Входит в состав Трескинского сельсовета.

## География
Деревня находится в южной части Пензенской области, в пределах западного склона Приволжской возвышенности, в лесостепной зоне, на берегах реки Колышлей, к западу от автодороги 58К-181, на расстоянии примерно 3 километров (по прямой) к юго-востоку от посёлка городского типа Колышлей, административного центра района. Абсолютная высота — 171 метр над уровнем моря.

### Климат
Климат характеризуется как умеренно континентальный, с тёплым летом и умеренно холодной продолжительной зимой. Средняя температура воздуха самого холодного месяца (января) составляет −13,2 °C; самого тёплого месяца (июля) — 17 °C. Годовое количество атмосферных осадков — 600 мм, из которых большая часть выпадает в тёплый период.

### Часовой пояс
Деревня Карауловка, как и вся Пензенская область, находится в часовой зоне МСК (московское время). Смещение применяемого времени относительно UTC составляет +3:00.

## Население
| 1747 | 1795 | 1811 | 1859 | 1877 | 1911 | 1926  |
| ---- | ---- | ---- | ---- | ---- | ---- | ----- |
| 268  | ↗598 | ↘420 | ↗458 | ↗630 | ↗811 | ↗1098 |
| 1939 | 1959 | 1979 | 1989 | 1996 | 2002 | 2010  |
| ↘884 | ↘414 | ↘412 | ↘378 | ↘339 | ↘327 | ↘312  |

### Национальный состав
Согласно результатам переписи 2002 года, в национальной структуре населения русские составляли 88 %.